# 이오추캉역

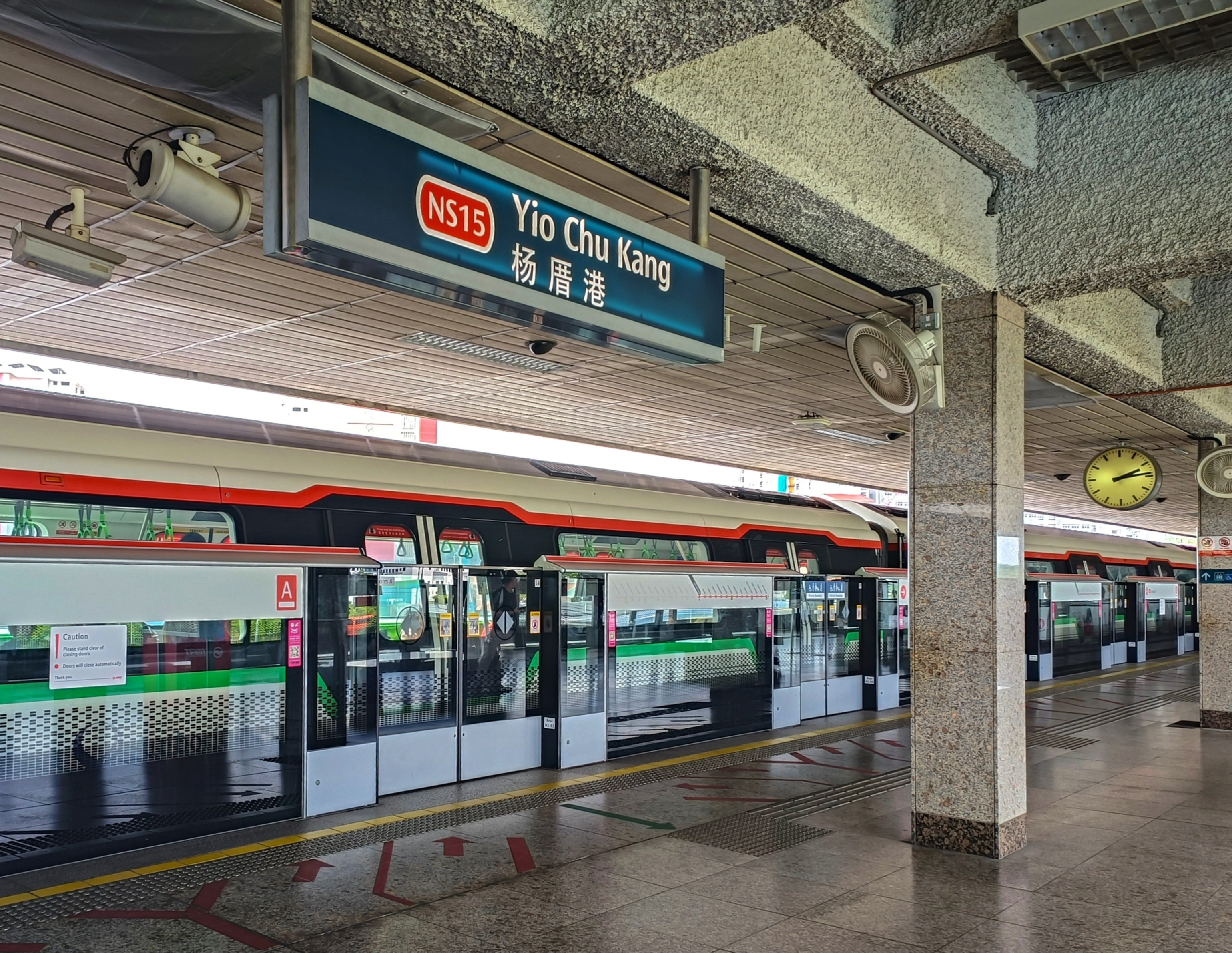

이오추캉역(Yio Chu Kang MRT station)은 앙모 키오 애비뉴 6(Ang Mo Kio Avenue 6)과 앙모 키오 애비뉴 8(Ang Mo Kio Avenue 8) 교차점 근처에 있는 싱가포르 앙모키오(Ang Mo Kio)의 노스사우스선에 있는 지상 MRT(Mass Rapid Transit) 역이다.
이 역은 주로 앤더슨 세랑군 주니어 칼리지 및 난양 폴리테크닉과 같은 인근 교육 기관의 학생들과 앙모키오 북부의 주거 및 산업 단지에 서비스를 제공한다.
이 역과 카팁역 사이의 선로 구간은 MRT 네트워크의 두 역 중 가장 길다. 1987년 11월 7일에 개장한 이오추캉역은 싱가포르에서 가장 오래된 MRT 역을 구성하는 5개 역 중 하나이다.